# Лебедєв Олександр Васильович
Олександр Васильович Лебедєв (1875, Російська імперія — ?) — радянський діяч. Член ВЦВК. Член Центральної контрольної комісії ВКП(б) у 1925—1927 роках.

## Життєпис
Працював робітником на заводах Уралу.
Член РСДРП з 1904 року.
Брав участь у революційному русі, декілька разів був заарештований. Учасник Жовтневого перевороту на Уралі.
До 1926 року — токар по металу на заводах Уральської області.
З 1926 року не працював через інвалідність.
Подальша доля невідома.